# Viscera Cleanup Detail
Viscera Cleanup Detail é um jogo eletrônico de ficção científica e simulação onde os jogadores são encarregados de limpar os resíduos sangrentos provenientes de uma invasão alienígena impedida com sucesso. O jogo foi desenvolvido e publicado pela RuneStorm, um estúdio de desenvolvimento de jogos independentes com sede na África do Sul, e foi lançado no dia 4 de abril de 2014 pelo acesso antecipado da Steam. A versão completa do jogo foi lançada em 23 de outubro de 2015.

## Jogabilidade
Em Viscera Cleanup Detail, os jogadores assumem o papel de "Lixeiros de Estações Espaciais", encarregados de limpar e reparar instalações que foram cenário de sangrentas batalhas que ocorreram durante uma invasão alienígena ou outra forma de desastre. As tarefas incluem do recolhimento até a eliminação de detritos, incluindo os corpos desmembrados de alienígenas e humanos, invólucros gastos, vidros quebrados, reabastecimento de kits de primeiros socorros montados na parede, reparação de buracos de bala nas paredes , limpeza de respingos de sangue e marcas de fuligem nos pisos, paredes e tetos, bem como tarefas secundárias de bônus. Estas incluem empilhamento de itens como caixas e barris em uma área de empilhamento específica, e também arquivamento dos relatórios de desastre sobre os eventos e mortes que ocorreram na fase correspondente.
Para realizar essas tarefas, os jogadores carregam com eles um esfregão, para ajudar a limpar qualquer conjunto de sangue ou fuligem encontrado em torno da estação, um dispositivo de sensor, para detectar vestígios biológicos ou não biológicos e um pequeno PDA para fazer anotações no nível. Os jogadores também podem interagir com detritos e outros itens com as mãos vazias. Outra adição proveniente de um patch que foi adicionado no jogo incluiu uma vassoura, que os jogadores podiam encontrar ao redor de cada mapa do jogo e ajudar a varrer molas de bala, traquinas ou alguma outra coisa considerada lixo.
Os implementos em cada fase são máquinas de limpeza na qual o jogador deve fazer uso para completar a operação de limpeza: um incinerador para eliminação de detritos, um dispensador de balde - que é a única fonte de água limpa -, um dispensador para caixas que podem ser utilizadas para transportar vários itens menores, como latas, carcaças e até mesmo partes do corpo, um dispositivo de soldagem para reparar furos de bala nas paredes e uma máquina de venda automática de itens onde o jogador pode obter itens adicionais, como lanternas, kits de primeiros socorros e placas e avisos de "piso molhado". Ocasionalmente, os distribuidores de balde e lixeira podem apresentar defeito e, ao invés de dispensarem uma ou mais peças de detritos sangrentos, expelem detritos adicionais e manchas de sangue no ambiente.
Também é possível espalhar sangue deixando detritos caírem no chão, derramando baldes que já foram usados ou pelo próprio jogador rastreando sangue na parte inferior de suas botas, então é necessário algum cuidado e planejamento para evitar múltiplas limpeza da mesma área.
Depois que completam um nível, os jogadores são levados para uma pequena coleção de salas conhecidas como "O Escritório". O Escritório atua como uma maneira interativa para os jogadores verem quão bem eles completaram o nível previamente jogada. Além de uma grande tela de relatório exibindo a pontuação percentual do jogador, vários artigos de notícias também estão espalhados pela sala principal do Escritório. Detalhes de eventos causados por negligências do jogador, como funcionários consumindo vísceras, tropeçando sobre baldes ou sufocando cartuchos de balas descartadas, mostram aos jogadores o que eles podem ter perdido ao completar um nível. O Escritório também serve como um lugar para colecionar itens, que podem ser trazidos dos níveis completados com êxito através do "Baú do Lixeiro".
Os jogadores podem concluir um nível a qualquer momento. Não há um limite de tempo definido, mas existem penalidades por não finalizar o nível por completo. Caso o jogador não tenha deixado o nível limpo o suficiente e marcar uma pontuação menor que 75%, ele é "demitido", fazendo com que o Escritório seja reiniciado e quaisquer itens ou mudanças feitas dentro sejam perdidas.

## Expansões independentes
Durante o desenvolvimento de Viscera Cleanup Detail, a RuneStorm criou duas expansões independentes do jogo principal, que apresentam a mesma mecânica, mas configurações diferentes.
- Viscera Cleanup Detail: Shadow Warrior se passa após os eventos do primeiro capítulo do jogo Shadow Warrior, da Flying Wild Hog, onde é possível limpar a bagunça deixada no jogo original. A expansão foi publicada pela Devolver Digital e lançada no dia 11 de outubro de 2013.[2]
- Viscera Cleanup Detail: Santa's Rampage é situada no Polo Norte, dentro da fábrica de presentes do Papai Noel. Os jogadores encontram um cenário de destruição causado por um Papai Noel fora se si e que, vide a bagunça no ambiente, matou todos os seus duendes e renas. A expansão foi lançada no dia 13 de dezembro de 2013.[3]

## Conteúdo paradownload
No dia 17 de julho de 2015, durante a fase de acesso antecipado do jogo, a RuneStorm lançou uma expansão de conteúdo para Viscera Cleanup Detail, que incluiu a trilha sonora completa que é tocada em um rádio no jogo principal e nas demais expansões independentes.
No dia 29 de outubro de 2015 — apenas seis dias após o lançamento oficial jogo — um pacote de expansão de conteúdo de Halloween, intitulado Viscera Cleanup Detail: House of Horror, foi adicionado na Steam, apresentando uma cena de crime em uma casa, onde ocorreu um assassinato em massa não solucionado, no qual jogador é capaz de desvendá-lo na medida em que joga.

## Recepção
A versão de acesso antecipado do jogo recebeu várias prévias. No Eurogamer, Dan Whitehead escreveu que muitos jogos giram em torno do conceito de limpar uma tela, como matar todos os inimigos ou colecionar todos os tokens, e que Viscera Cleanup Detail era a própria metáfora no sentido literal. Escrevendo para o The A.V. Club, Chaz Evans fez um comentário sobre como o jogo tratava-se de um de tiro em primeira pessoa concentrado nas consequências da violência. Após o lançamento comercial do jogo, Philippa Warr da Rock, Paper, Shotgun o incluiu em sua lista dos melhores jogos de 2015 e depois descreveu o modo multijogador do jogo como não apenas uma maneira de manter contato com as pessoas, mas também de aprender por meio dele como os mesmos abordam as tarefas aparentemente mundanas do jogo.